# الخلاف بشأن مكتب شؤون سفر البيت الأبيض
كان الخلاف بشأن مكتب شؤون سفر البيت الأبيض والذي يُشار إليه أحيانًا باسم «ترافيلغيت» (بالإنجليزية: Travelgate)‏ أولى الخلافات الأخلاقيَّة التي شابت إدارة الرئيس الأمريكي بيل كلينتون. بدأ الخلاف في شهر مايو من عام 1993 بعد إقالة سبعة موظفين يعملون في مكتب شؤون سفر البيت الأبيض من على رأس أعمالهم. كان قرار الإعفاء هذا خارجًا عما جرت عليه العادة لأن الموظفين العاملين في السلطة التنفيذيَّة يظلون مزاولين للمهام الموكلة إليهم في مناصبهم على مدى سنوات عدة (رغم أنهم يتبعون أوامر رئيس البلاد الذي يعود إليه البت بقرار بقائهم في مناصبهم من عدمه).
صرَّح البيت الأبيض أن السبب وراء قرارات الإقالة جاء نتيجة لممارسات ماليَّة غير سليمة ضمن مكتب شؤون السفر خلال الإدارات السابقة كانت قد تكَشَّفت تفاصيلها في تحقيق أجراه مكتب التحقيقات الفيدراليّ. رأى النقَّاد في قرارات الفصل محاولة هدفت لتمكين أصدقاء الرئيس بيل كلينتون والسيدة الأولى هيلاري رودهام كلينتون من تولي مفاصل قطاع السفر، واعتبروا اقحام مكتب التحقيقات الفيدراليّ على الخط أمرًا غير قابلٍ للتبرير. كان للقدر الكبير من الانتباه الإعلاميّ الذي سُلِط على الخلاف أن أجبر البيت الأبيض على إرجاع معظم الموظفين المفصولين ووضعهم في وظائف أخرى، وإزالة شركاء عمل كلينتون من سلك مهام شؤون السفر.
أجرى كل من مكتب التحقيقات الفيدرالي، ووزارة العدل، ومكتب المحاسبة العام، ولجنة الإصلاح الحكومي والرقابة التابعة لمجلس النواب، والبيت الأبيض نفسه، ومكتب المستشار الخاص في فضيحة وايت ووتر، تحقيقات أخرى في السنوات اللاحقة. وجِّهَت إلى مدير مكتب شؤون السفر بيلي ديل تهمة الاختِلاس في عام 1995 ولكنهُ لم يُدان. أعلن المستشار الخاص كينيث ستار براءة بيل كلينتون من أي تورط في الأمر عام 1998.
زادت المساءلة الذي واجهتها هيلاري كلينتون جراء الدور الرئيسي المزعوم الذي لعبته في قرارات الإقالة وإدلائها بتصريحات كاذبة إزاء تورطها. أصدر المستشار الخاص روبرت راي تقريره النهائي حيال خلاف «ترافيلغيت» عام 2000. لم يوجّه المستشار راي تُهمًا بحق هيلاري معلنًا عدم وجود دليل كاف يثبت أن تصريحاتها كانت كاذبة عن سابق معرفة أو أن كلينتون فهمت أن تصريحاتها أفضت إلى الإقالات، وهذا رغم إدلاء الأخيرة لبعض التصريحات المتنافية مع حقائق الأمور.

## مكتب شؤون سفر البيت الأبيض

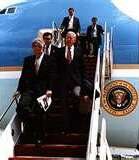
يقع على عاتق مكتب شؤون السفر مسؤولية إيصال طاقم صحفيين البيت الأبيض إلى الوجهة المحددة، وهذا يشمل الهبوط قبل طائرة رئيس الولايات المتحدة من أجل إتاحة فرص التقاط الصور مثل هذه الصورة.

يرجع تأسيس مكتب شؤون سفر البيت الأبيض (المعروف رسميًا باسم مكتب البيت الأبيض لشؤون السفر والتلغراف أو مكتب شؤون السفر والتلغراف التابع للبيت الأبيض) إلى إدارة الرئيس أندرو جاكسون. ويقع على عاتقه إجراء ترتيبات السفر الخاصة بطاقم صحفيين البيت الأبيض، واقتطاع التكاليف من الهيئات الإخبارية المشاركة بكوادر إعلامية ضمن الطاقم. كان المكتب يقع في بناء المكتب التنفيذي القديم بحلول الوقت الذي باشرت فيه إدارة كلينتون أعمالها، وعمِلَ في المكتب الذي خُصصت له ميزانية سنوية قدرها سبعة ملايين دولار سبعة موظفين. يؤدي العاملين مهامهم في خدمةِ رئيس الولايات المتحدة، ولكن كان هؤلاء من الناحية العملية موظفين عمِل بعصهم في مكتب شؤون السفر منذ ستينيات أو سبعينيات القرن العشرين فمرت عليهم إدارة ديمقراطيَّة وأخرى جمهوريَّة.
شغِلَ مدير مكتب شؤون السفر بيلي راي ديل منصبه هذا منذ سنة 1982 حيث خدمَ خلال معظم فترة إدارتي الرئيسين ريغان وبوش الأب، وبدأ عمله في المكتب سنة 1961. لم يجري ديل مناقضات تنافسية على خدمات السفر من أجل تدبر أمر كثير من ترتيبات السفر الرئاسي التي تجري في آخر دقيقة والمتطلبات الخاصة بالكادر الصحفي المرافق فاعتمد على شركة تأجير تدعى أيرلاين أوف ذا أميريكاز.

## إجراءات البيت الأبيض الأولى
وفقًا للبيت الأبيض، سمعت إدارة كلينتون الجديدة حينها بتقارير حول وقوع مخالفات في الضوابط ضمن مكتب شؤون السفر وعمولات خفية محتملة دفعتها شركة تأجير جويَّة لأحد موظفي المكتب. نظر البيت الأبيض في مراجعة ماليَّة أجرتها شركة كيه بي إم جي والتي اكتشفت إبقاء ديل لدفتر حسابات دون تسجيله رسميًا، وامتلاكه لشيكات غير مسجلة تعادل قيمتها ثمانية عشر ألف دولارًا، واحتفاظه بسجلات مكتبيَّة عشوائيَّة. وعليه قرر كبير موظفي البيت الأبيض ماك مكلارتي ومستشاري البيت الأبيض القانونيين إقالة طاقم عمل مكتب شؤون السفر وإعادة تنظيمهِ من جديد. أصدر مشرف إدارة البيت الأبيض ديفيد واتكينز أمر الإقالات الفعليَّة بتاريخ التاسع عشر من شهر مايو عام 1993. كما كان هناك شعور داخل البيت الأبيض وبين داعميه أن مكتب شؤون السفر لم يواجه تمحيصًا إعلاميًا يُذكر بفعل علاقته القريبة من أعضاء طاقم الصحفيين، وأماكن الإقامة المترفة والخدمات التي قدَّمها لهم (سيكتشف الكونغرس لاحقًا أن مُبلِّغًا من داخل مكتب شؤون السفر زَعُم بوقوع ممارسات ماليَّة غير سليمة في أكتوبر عام 1988 لينظر مستشار البيت الأبيض القانوني خلال إدارة ريغان في الإدعاء دون اتخاذ أي إجراء).

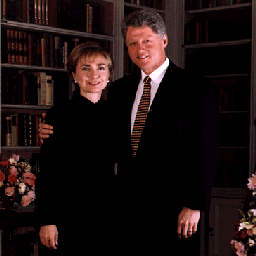
بدايةً من شهر مايو في عام 1993، كانت «ترافيلغيت» أول خلاف في سلسلة من الخلافات الأخلاقيَّة التي واجهتها إدارة كلينتون وما صاحب هذا من تزايد المساءلة التي واجهتها السيدة الأولى هيلاري رودهام كلينتون في تصرفاتها.

رأى الجمهوريون وغيرهم من النقَّاد الأحداث بصورةٍ مختلفة حيث زعموا أن أصدقاء الرئيس بيل كلينتون ومن ضمنهم قريبته من الدرجة الثالثة كاثرين كورنيليوس سعوا لهذه الإقالات من أجل الحصول على الأعمال لأنفسهم. اُستعيضَ عن ديل والعاملين الآخرين معه في المكتب بشركة وورلد وايد ترافل للسفر التي يقع مقرها في مدينة ليتل روك بولاية أركنساس ذات السمعة البارزة في المجال. ومع ذلك، كان لهذه الشركة صِلات عدة ربطتها بآل كلينتون. كان المخرج الهوليوودي والمسؤول عن التنصيب الرئاسي هاري توماسون وشريكه في العمل داريل مارتنز (كليهما صديقان لآل كلينتون) ينظران في وضع شركتهما للتأجير الجوي تي آر إم في مكان شركة أيرلاين أوف ذا أميريكاز التي كان يعتمدها المكتب. كانت حملة كلينتون الرئاسية العميل الوحيد لِشركة تي آر إم خلال عام 1992 حيث سدَّدت الحملة العمولات للشركة مقابل حجز الأخيرة للرحلات الجويَّة العارضة لصالح الحملة الرئاسيَّة. أراد مارتنز من البيت الأبيض اختيار شركته تي آر إم للفوز بعقد لمراجعة الطائرات بلغت قيمته نصف مليون دولار، وسعى كذلك في الوقت ذاته إلى تعريف نطاق أعمال مكتب شؤون السفر باعتبارهِ وسيطًا لم يملك أية طائرات.
انصب الاهتمام في بادئ الأمر على الدور الذي لعِبه مكتب التحقيقات الفيدرالي منذ 12 مايو عام 1993 (قبل أسبوع من صدور الإقالات) حيث طلب مساعد المستشار القانوني للبيت الأبيض ويليام كينيدي من مكتب التحقيقات الفيدرالي النظر في مسألة احتمال وقوع ممارسات ماليَّة غير سليمة أخلَّت بسير عمليات مكتب شؤون السفر. ذهب عملاء من مكتب التحقيقات الفيدرالي على مضض في بادئ الأمر ووافقوا على فتح تحقيق أوَّليّ. انتاب نائب مستشار البيت الأبيض القانوني فينس فوستر القلق إزاء قرارات الإقالات التي كانت حينها على وشك الصدور، فوكَّل شركة كيه بي إم جي بإجراء مراجعة ماليَّة، طالبًا من مكتب التحقيقات الفيدرالي الانتظار قليلًا في الأثناء. بدأت مراجعة الحسابات الماليَّة يوم 14 مايو، وسُلِّم التقرير إلى البيت الأبيض يوم 17 مايو. لم تستطع كيه بي إم جي من إجراء تدقيق حسابات فعلي بسبب العدد القليل للغاية من السجلات القابلة للمراجعة في مكتب شؤون السفر، بالإضافة إلى عدم استخدام المكتب لنظام القيد المزدوج التي تستند عليه المراجعات الماليَّة. وصفَ أحد ممثلي كيه بي إم جي المكتب في وقتٍ لاحق بـ«الفوضى العابثة من ناحية السجلات» فكان هناك في إحدى الخزن وثائق متراكمة تغطي مدة العشر سنين. أمر واتكينز بإصدار قرارات الإقالة يوم 19 مايو بعد خلوص التقرير إلى حقيقة وقوع ممارسات غير سليمة.

## التحقيقات
سرعان ما أصبحت مسألة مكتب شؤون السفر أول خلاف أخلاقي كبير يعصف برئاسة كلينتون ومصدر إحراج للإدارة الأمريكيَّة الجديدة. زادت حدة انتقادات الإدارة من جانب الخصوم السياسيين ووسائل الإعلام الإخباريَّة، حتى وِصف البيت الأبيض لاحقًا بأنَّه «أصيب بالشلل لأسبوع كامل». اشتد هذا التأثير بفعل ظهور دورة الأخبار على مدار 24 ساعة، فضلًا عن شبكات الأخبار الكَبْلِيَّة التلفازيَّة. انسحبت شركة وورلد وايد ترافل للسفر طواعيةً من خط سير عمليات سفر البيت الأبيض خلال ثلاثة أيام، واُستعيضَ عنها مؤقتًا بشركة أميريكان إكسبرس لخدمات السفر (نالت أميريكان إكسبرس لاحقًا دورًا دائمًا في تولي حجز رحلات الطيران المأجورة للصحفيين بعد مناقصة تنافسيَّة). أُجريت عدة تحقيقات في الخلاف.

### تحقيق مكتب التحقيقات الفيدرالي
وجِّهت انتقادات لاذعة تجاه الدور الذي مارسه البيت الأبيض من ضغوط على مكتب التحقيقات الفيدرالي من أجل فتح تحقيق في مكتب شؤون السفر. أصدر مكتب التحقيقات الفيدرالي تقريرًا بتاريخ 28 مايو عام 1993، كان مفاده أن مكتب التحقيقات لم يرتكب أي خطأ في اتصالاته مع البيت الأبيض (كرر تقرير صادر عن مكتب المسؤولية المهنيَّة التابع لوزارة العدل في شهر مارس 1994 هذه الخلاصة).
استمرت في الأثناء مجريات تحقيق مكتب التحقيقات الفيدرالي في ممارسات مكتب شؤون السفر التي سرعان ما ركَّزت على ديل. أُعلِمَ العاملين الآخرين في مكتب شؤون السفر خلال صيف عام 1993 بخروجهم من مجال التحقيق.

### تقرير البيت الأبيض خلال عهد كلينتون

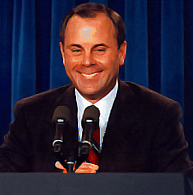
واجه كبير موظفي البيت الأبيض ماك مكلارتي بعضًا من الانتقادات الأولى في الخلاف عام 1993.

أصدر البيت الأبيض تقريرًا خاصًا بالإقالات بتاريخ 2 يوليو عام 1993 بلغت عدد صفحاته الثمانين صفحة. علَّقت النيويورك تايمز على تقرير البيت الأبيض هذا متعجبةً من «نقده الذاتي المُثير للدهشة» على حد وصف الصحيفة. انتقد التقرير الذي شارك في وضعه التقرير كبير موظفي البيت الأبيض ماك مكلارتي، خمسة مسؤولين من البيت الأبيض وهم مكلارتي نفسه، وواتكنز، وكنيدي، وكورنيليوس، ومسؤولًا آخر. وانتقدهم على فصل أعضاء مكتب شؤون السفر بطريقة غير ملائمة، وظهورهم على أنهم يضغطون على مكتب التحقيقات الفيدرالي لكي يدخل على الخط، ولتمكينهم أصدقاء لآل كلينتون من الدخول في أمرٍ لهم فيه مصلحة ماديَّة. كما ذكر التقرير أنَّه كان يجب إعطاء الموظفين إجازات إداريَّة بدلًا من طردهم. ومع ذلك، صرَّح البيت الأبيض بعدم وقوع أي أفعال مخالفة للقانون وبعدم نيته فصل أي مسؤولين. لم تحظى هذه التصريحات بمباركة زعيم الأقلية في مجلس الشيوخ بوب دول الذي دعا إلى فتح تحقيق مستقل في الأمر. مع اعتذار كبير موظفي البيت الأبيض ماك مكلارتي شخصيًا إلى موظفي مكتب شؤون السفر الذين واجه بعضهم رمي جميع وثائقهم الشخصيَّة والصور الفوتوغرافيَّة المرتبطة بسنوات خدمتهم في المكتب خارجه خلال عملية الإقالة، وقال مكلارتي أنَّهم سيعيَّنون في وظائف أخرى (خمسة منهم حصلوا على وظائف بينما تقاعد ديل ومساعده الإداري). كما احتوى تقرير البيت الأبيض على الإشارات الأولى إلى ضلوع السيدة الأولى آنذاك هيلاري كلينتون في قرارات الإقالة حيث ذكر أنَّها أولت اهتمامًا بإساءة الإدارة المزعومة في مكتب شؤون السفر، وعن معرفتها المُسبقة بالإقالات قبل صدورها بيومين. لم يكن هناك إشارة إلى ضلوع الرئيس نفسه في الأمر، وهذا رغم أنَّه كان قبل ذلك قد أعلن تحملهُ للمسؤولية العامة ككل عن ما وقع.
تبين فيما بعد أنَّ خلاف مكتب شؤون السفر كان من بين العوامل التي أدت إلى إصابة فينس فوستر بالاكتئاب وانتحاره يوم 20 يوليو عام 1993. كتب فوستر في رسالة استقالته الممزقة قبل بضعة أيامٍ من ذلك حول الأمر: «لم يخالف أي أحد في البيت الأبيض على حد علمي أي قانون أو معيار من معايير العمل وهذا يشمل أي إجراء بشأن مكتب شؤون السفر. لم يكن هناك نية إفادة أي شخص أو مجموعة محددة. [...] الصحافة تغطي على ما حصلوا عليه من منافع مخالفة للقانون من موظفي شؤون السفر» (أشار فوستر في الجزء الأخير مما ذكره هنا إلى المعاملة الجمركيَّة المتراخيَّة التي قدَّمها مكتب شؤون السفر على الأشياء التي جلبها الصحفيين معهم من رحلاتهم إلى دول الخارج).

### تقرير مكتب المحاسبة العام
طلب الكونغرس من مكتب المحاسبة العام الغير متحيز حزبيًا فتح تحقيق في الإقالات في شهر يوليو من عام 1993. وفي 2 مايو عام 1994، خلُص مكتب المحاسبة العام إلى حقيقة امتلاك البيت الأبيض للسلطة القضائيَّة التي تخوّله من فصل موظفي مكتب شؤون السفر من على رأس أعمالهم دون الاستناد في ذلك إلى أي سبب بسبب تبعيتهم وخدمتهم للرئيس. ومع ذلك فقد خلص المكتب كذلك إلى الدور المحتمل الذي لعبه كل من كورنيليوس وتوماسون ومارتنز في التأثير على قرار الإقالات. وعلاوة على ذلك، أشار تقرير مكتب المحاسبة العام إلى الدور الكبير الذي تبين أن هيلاري كلينتون لعبته في الإقالات حيث ذكر واتكينز أنَّها حثَّت على اتخاذ الإجراءات اللازمة من أجل «وضع 'أناسنا' في مكتب شؤون السفر.» قالت كلينتون التي زودت التحقيق بتصريح مكتوب أنَّها «لا تتذكر وقوع هذا الحديث بمستوى مماثل لتفصيل السيد واتكينز.»

### فتح تحقيق المستشار المستقل
حقق المُدَّعي الخاص روبرت ب. فيسك في وقائع مكتب شؤون السفر على حدٍ هامشيّ خلال النصف الأول من عام 1994 كجزء من التحقيق في الحدثيات المحيطة بموت فوستر.
وفي شهر أغسطس من عام 1994، حلَّ المستشار الخاص كينيث ستار محل فيسك في تولي التحقيق بجدال وايت ووتر، ووفاة فوستر، بالإضافة إلى التحقيق في مسألة مكتب شؤون السفر بصورة غير مُباشرة. وفي 22 يوليو عام 1995، أدلت هيلاري كلينتون بشهادتها إلى المستشار الخاص بعد حلف اليمين، وشملت الشهادة أسئلة مرتبطة بقضية مكتب شؤون السفر. أنكرت كلينتون لعبها أي دور في قرار الإقالات، ولكنها لم تستطع تذكر الكثير من تفاصيل الحوارات التي دارت مع فوستر وواتكنز.

### فتح تحقيق لجنة الرقابة

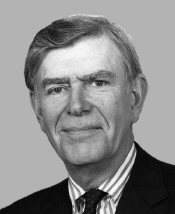
حققت لجنة الإصلاح الحكومي والرقابة التابعة لمجلس النواب برئاسة عضو الكونغرس الجمهوري بيل كلينغر في قضية مكتب شؤون السفر خلال عام 1994 وعام 1995.

فتحت لجنة الإصلاح الحكومي والرقابة التابعة لمجلس النواب برئاسة عضو الكونغرس الجمهوري عن ولاية بنسيلفانيا ويليام كلينغر تحقيقًا في إقالات مكتب شؤون السفر في آخر عام 1994. جاء ذلك عقب فوز الجمهوريين بانتخابات الكونغرس في نفس العام، والتي جعلت الكونغرس في قبضة الحزب الجمهوري. بدأت اللجنة بإجراء جلسات استماع حول الأمر في شهر أكتوبر من عام 1995. سرعان ما اتهم كلينغر البيت الأبيض بالتستر على وثائق وثيقة الصلة، وسعى إلى إصدار مذكرات استدعاء لإرغام الشهود على المثول أمام اللجنة.

### تحقيقات خاصة
لم تجري جميع التحقيقات في ترافيلغيت من قبل هيئات حكومية وحسب. ركزت مجلة أميركان سبكتر التي كان لديها عداوة معروفة تجاه بيل وهيلاري كلينتون على أخبار خلاف مكتب شؤون السفر التي اعتبرتها المجلة من بين عدة فضائح. ووصفت الخلاف بـ«قصة التسويق للنفوذ وعقد الصفقات الفاسدة في البيت الأبيض خلال عهد كلينتون». أدعى ناشر هذه المجلة حينها إيميت تيرل أن مقالات المجلة الأولى حول خلاف مكتب شؤون السفر قدَّمت مورد معلومات مفيد للتحقيقات التي أجراها الكونغرس. عمومًا، مكَّنت الجدالات التي عصفت بإدارة كلينتون (مثل خلاف مكتب شؤون السفر) مجلات الرأي وبرامج الحوار السياسي على التلفاز من جذب القراء والمشاهدين.

## ملاحقة وتبرئة بيلي ديل
في الأثناء ونتيجةً للتحقيق الذي أجراه مكتب التحقيقات الفيدرالي، وجَّهت هيئة مُحلَّفين كبرى تهمة الاختلاس والتلاعب بالمال العام بحق مدير مكتب شؤون السفر السابق بيلي ديل بتاريخ 7 ديسمبر عام 1994 حيث اُتهِم ديل بإيداع شيكات بصورة مُخِّلة بالقانون في حسابه المصرفي بقيمة 68 ألف دولار حصل عليها من مؤسسات إعلاميَّة سافرت مع الرئيس خلال الفترة بين عام 1988 وعام 1991. واجه ديل عقوبةً تصل إلى السجن عشرين عامًا في حال إدانته. أقر محامو ديل بأن هذه الأموال اختلطت تشاركًا، لكنهم ذكروا أن ديل لم يسرق أي شيء منها بل استخدم هذه الأموال للحصول على إكراميات كبيرة ومدفوعات غير مُسجّلة مما تتطلبهُ الوظيفة، ولا سيما في البلدان الأجنبيَّة، وأنَّ أي مبالغ زائدة تم خصمها من الرحلات المستقبليَّة.
قدَّم صحفيون معروفون خلال المحاكمة التي استمرت ثلاثة عشر يومًا في الربع الأخير من عام 1995 شهاداتهم ومنهم جاك نيلسون من صحيفة لوس أنجلوس تايمز، وسام دونالدسون من شبكة أيه بي سي نيوز الإخباريَّة اللذين شهِد كليهما على حسن سلوك ديل. ركَّزت معظم المحاكمة على التفاصيل المرتبطة بانتقال الأرصدة الماليَّة الخاصة بمكتب شؤون السفر إلى حساب ديل الشخصي وليس على الدلالات السياسيَّة للقضية. برَّأت هيئة المُحلَّفين ديل من كِلتا التهمتين بتاريخ 16 نوفمبر عام 1995 بعد أقل من ساعتين من المداولات.

## ظهور مذكرة حول تورط هيلاري كلينتون
في يوم 5 يناير عام 1996، دفع تطور جديد حدث بمكتب شؤون السفر إلى الواجهة من جديد. ظهرت مذكرة لمشرف إدارة البيت الأبيض ديفيد واتكينز تعود إلى سنتين فيما مضى. ذكرت المذكرة السيدة الأولى هيلاري كلينتون بالاسم كالطرف المُدبّر للإقالات، بالإضافة إلى ضلوع كل من فينس فوستر وهاري توماسون في الأمر. «أبلغني فوستر بصورة منتظمة حيال قلق السيدة الأولى ورغبتها باتخاذ إجراء ما. كان الإجراء المرغوب هو طرد العاملين في مكتب شؤون السفر.» يعود تاريخ كتابة مذكرة واتكينز هذه التي يبدو أنَّها كانت مُوجَّهة إلى مكلارتي إلى خريف عام 1993. كذلك أشارت المذكرة إلى «كلانا يعلم أنَّه سيكون هناك عواقب وخيمة في حال فشلنا في اتخاذ إجراء سريع وحاسم بما يتوافق مع رغبات السيدة الأولى.» تناقض ما جاء في هذه المذكرة مع تصريحات هيلاري السابقة التي أدلت بها لتحقيق تقرير مكتب المحاسبة العام حيث كانت كلينتون قد أدَّعت أنَّها لم تلعب دورًا في قرارات الإقالة، وأنَّه لم يسبق لها أن استشارت توماسون. كما وجد البيت الأبيض صعوبة في تفسير السبب الكامن وراء تأخر ظهور المذكرة على اعتبار حقيقة أنَّ جميع التحقيقات السابقة كانت قد طلبت المستندات ذات الصلة بالأمر. اعتبر رئيس لجنة مجلس النواب كلينغر وقوع عملية تستر، وتعهد بالسعي وراء مستندات ووثائق جديدة.

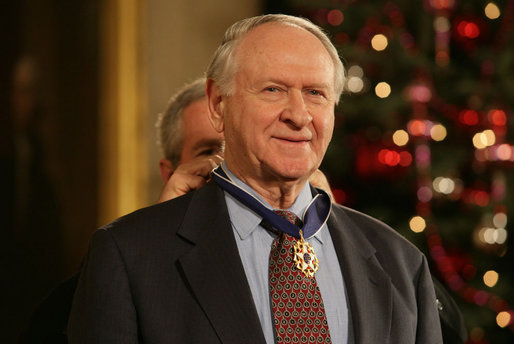
أعلن كاتب العمود في صحيفة النيويورك تايمز ويليام سافاير تأييده لترشيح بيل كلينتون رئيسًا في عام 1992، ولكنه أضحى بحلول عام 1996 أحد أشهر نقَّاد السيدة الأولى. حتى أنَّ السكرتير الصحفي للبيت الأبيض مايك ماكوري علَّق بأنَّ الرئيس لو لم يكن في منصبه لكان سدد لكمةً على أنف سافاير.

كان لهذه التطورات التي أعقبت تصريحات هيلاري كلينتون السابقة المُختلف على صحتها إزاء عقودها الآجلة في تجارة الماشية، وفضيحة وايت ووتر، أن أدت إلى تبادل شهير كتب فيه كاتب العمود البارز في صحيفة النيويورك تايمز ويليام سافاير الذي كان قد أيَّد بيل كلينتون في الانتخابات الرئاسيَّة السابقة، مُعلِّقًا أنَّ العديد من الأمريكيين كانوا يصلون إلى «الإدراك المحزن أن سيدتنا الأولى - وهي امرأة موهوبة دون شك والتي كانت نموذجًا احتذى به الكثيرين في جيلها - هي كاذبة بالفطرة». وأضاف قائلًا أنَّه «لم يتم استدعاؤها أبدًا لمحاسبتها على كذبها أو تحريضها لمساعديها وأصدقائها على الكذب». تبع ذلك تصريح السكرتير الصحفي للبيت الأبيض مايك ماكوري بقوله أنَّ «الرئيس لو لم يكن رئيسًا لكان قدَّم ردًا أقوى على ذلك - على قصبة أنف السيد سافاير».
بفعل اكتشاف مذكرة واتكينز واعتمادًا على اقتراحٍ قدَّمه مكتب المستشار الخاص، طلبت النائبة العامة جانيت رينو بتاريخ 20 مارس عام 1996 من مستشار وايت ووتر المستقل كينيث ستار توسيع دائرة استقصاءه لتشمل قضية مكتب شؤون السفر على وجه الخصوص، وتحديدًا مزاعم إدلاء البيت الأبيض بتصريحات كاذبة حيال الدور الذي مارستهُ هيلاري كلينتون في الإقالات، وأنَّ ديفيد واتكينز أو هيلاري كلينتون أفادوا بتصريحات كاذبة في شهادتهما السابقة لمكتب المحاسبة العام أو الكونغرس أو المستشار المستقل.
استمر تحقيق الكونغرس على قدمٍ وساق. وفي 21 مارس عام 1996، قدَّمت هيلاري كلينتون شهادتها تحت القسم إلى لجنة الإصلاح الحكومي والرقابة التابعة لمجلس النواب. اعترفت كلينتون مجددًا بأنها كانت قد قلقت إزاء المخالفات في مكتب شؤون السفر، ولكنها انكرت لعبها دورًا مباشرًا في الإقالات، وأفادت بعدم تذكرها لتفاصيل عدد من الأسئلة المطروحة عليها. وقعت معركة تعارض في الإرادات بين السلطتين التشريعيَّة والتنفيذيَّة، ففي 9 مايو 1996، رفض الرئيس كلينتون تسليم وثائق إضافيَّة مُتعلِّقة بالموضوع، مستندًا على امتيازه التنفيذيّ. هدَّد رئيس لجنة مجلس النواب كلينغر الرئيس كلينتون بتمرير قرار بازدراءه للكونغرس، ليتراجع البيت الأبيض جزئيًا في يوم 30 مايو، ويُسلِّم حوالي ألف من أصل ثلاثة آلاف وثيقة طلبتها اللجنة.
وفي الأثناء، عاد الموظفون المُقالون إلى الصورة من جديد بعدما صوَّت مجلس النواب (350 مع مقابل 43 ضد) في شهر مارس 1996 على قرار يعوضهم عن جميع نفقاتهم القانونيَّة. وفي سبتمبر عام 1996، قاد عضو مجلس الشيوخ الديمقراطي هاري ريد محاولة لمنع إقرار هذه الإجراء دون نجاح يُذكر. في مايو 1996، رفع الموظفين السبعة دعوى قضائيَّة بقيمة 35 مليون دولار على هاري تومسون وداريل مارتنز بحجة التدخل غير القانوني في عملهم والتسبب بإزعاج عاطفي.
في 5 يونيو عام 1996، أعلن كلينغر عن اكتشاف تحقيقات اللجنة قيام البيت الأبيض بطلب الوصول إلى تقرير معلومات الخلفية الخاص ببيلي ديل من مكتب التحقيقات الفيدرالي بعد مضي سبعة أشهر على الإقالات، وهو ما اعتبره كلينغر جهدًا غير سليم لتبرير قرارات الإقالة. سرعان ما تبين أن البيت الأبيض تمكن من الوصول بصورة غير صائبة إلى المئات من تقارير معلومات الخلفية الأخرى من مكتب التحقيقات الفيدرالي، كان العديد منها تقارير معلومات الخلفية الخاصة بموظفي البيت الأبيض السابقين في الإدارات الجمهوريَّة السالفة، ومن هنا ظهر ما يُعرف بخلاف البيت الأبيض بشأن ملفات مكتب التحقيقات الفيدرالي أو «فايلغيت».
أصدرت لجنة وايت ووتر الخاصة التابعة لمجلس الشيوخ برئاسة عضو مجلس الشيوخ آل داماتو التي بدأت أعملها في السنة السابقة، ما توصلت إليه في تقرير وافق عليه غالبية أعضائها بتاريخ 18 يونيو عام 1996. لم ينظر تقرير وايت ووتر في خلاف مكتب شؤون السفر بصورة مباشرة، ولكن ذكر أنَّه بعد دراية هيلاري كلينتون بموت فوستر، «أدركت كلينتون على الأقل ارتباطه بفضيحة مكتب شؤون السفر أو حتى بمسألة وايت ووتر وأرسلت مساعديها الموثوقين لاحتواء أي إحراج مُحتمل أو ضرر سياسي.» أعضاء الأقلية في اللجنة المنتمين للحزب الديمقراطي سخروا من هذه النتائج معتبرينها محض «مهزلة تشريعية» وشبَّهوها بـ«مطاردة الساحرات» و بـ«اللعبة السياسيَّة».
أصدرت لجنة الإصلاح الحكومي والرقابة التابعة لمجلس النواب تقريرها بموافقة غالبية أعضاءها بتاريخ 18 سبتمبر عام 1996. اتهم التقرير إدارة كلينتون بإعاقة جهود اللجنة الساعيَّة للتحقيق في فضيحة مكتب شؤون السفر. رسم التقرير صورة لعب فيها بيل كلينتون دورًا كبيرًا في قضية مكتب شؤون السفر أكثر من خلصت إليه التحقيقات الأخرى. كانت عناوين فصول التقرير لافتة إلى حد كبير: «إعاقة البيت الأبيض جميع التحقيقات الناظرة في إقالة مكتب شؤون سفر البيت الأبيض والمسائل المتعلقة»، «مباشرة البيت الأبيض حملة واسعة النطاق من المعلومات المضللة في أعقاب إقالات مكتب شؤون السفر والرئيس كلينتون قاد حملة التضليل من الأيام الأولى لِكارثة ترافيلغيت»، «موت فوستر حطَّم البيت الأبيض الذي كان لتوه يتعافى من ستة أشهر سيئة من الإدارة»، وهكذا دواليك. انسحب الأعضاء الديمقراطيون في اللجنة احتجاجًا على التقرير، ووصفه عضو اللجنة عالي الرتبة هنري واكسمان بـ«الإحراج لكَ [رئيس اللجنة كلينغر] ولهذه اللجنة ولهذا الكونغرس»، معتبرًا أنها ليست سوى «حملة تشهيريَّة مُتحزِّبة بليدة ضد الرئيس كلينتون والسيدة كلينتون وهذه الإدارة». حوَّل كلينغر هذا التقرير مع تقرير فضيحة «فايلغيت» في الشهر التالي إلى المستشار المُستقل، مُقترحًا النظر في الشهادة التي أدلاها عِدة شهود للتحقق من احتماليَّة وقوع إعاقة لمجرى العدالة أو الشهادة زورًا. رأى الديمقراطيون أنَّ هذا كان يحملُ دوافع سياسيَّة بحتة بهدف التأثير على الانتخابات الرئاسيَّة لعام 1996.

## نتائج تحقيق المستشار الخاص

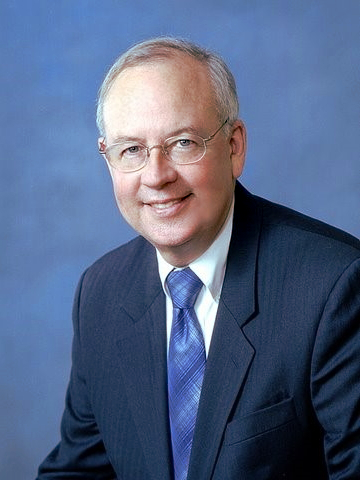
برَّأ المستشار الخاص كينيث ستار الرئيس بيل كلينتون بما يخص فضيحة مكتب شؤون السفر في أواخر عام 1998، ولكنهُ لم يعلن برائة السيدة الأولى هيلاري كلينتون.

انقضى ما يقرب السنتين تقريبًا. وواصل المستشار الخاص كينيث ستار تحقيقه. أراد ستار وضع يده على الملاحظات التي دوَّنها محامي فينيس فوستر خلال إحدى المحادثات التي أجراها مع فوستر حول مسألة مكتب شؤون السفر قبل مدة قصيرة من انتحار فوستر، ولكن أصدرت المحكمة العليا الأمريكيَّة بتاريخ 25 يونيو عام 1998 حكمًا ضد ستار (ستة قضاة مع مقابل ثلاثة ضد) في قضية سويدلر وبرلين ضد الولايات المتحدة. اعتبرت المحكمة العليا أن العلاقة السريَّة القائمة بين المحامي وموكله تمتد إلى ما بعد وفاة الأخير. في شهر سبتمبر من عام 1998، أصدر المستشار الخاص ستار تقريره الشهير المعروف باسم «تقرير ستار» المعني بالمخالفات التي قد يكون الرئيس كلينتون قد ارتكبها كجزء من فضيحة لوينسكي. لم يذكر التقرير خلاف مكتب شؤون السفر.
وفي 19 نوفمبر عام 1998، أدلى ستار بشهادته أمام لجنة القضاء التابعة لمجلس النواب فيما يتعلق بعزل بيل كلينتون بشأن التهم الموجَّهة بحقه بما يخص فضيحة لوينسكي. أعلن هنا ستار للمرة الأولى براءة الرئيس كلينتون من تهمة التواطؤ في قضية مكتب شؤون السفر، قائلاً أنَّه ورغم عدم اكتمال التحقيقات إلَّا أنَّ «الرئيس لم يكن على ضلوع في ... تحقيقنا» (اختار ستار هذه المناسبة لتبرأة الرئيس كذلك من خلاف البيت الأبيض بشأن ملفات مكتب التحقيقات الفيدرالي وإعلانه عدم ارتكاب الرئيس لأفعال منافيَّة تدعو لعزله في قضية وايت ووتر. هذا وسرعان ما انتقد الديمقراطيون ستار لعدم كشفه عن كل نتائج التحقيق هذه حتى انتهاء انتخابات الكونغرس عام 1998).
لم يُبرَّأ ستار هيلاري بشكلٍ صريح، ومع ذلك لم تُسوَّى قضيتها. ومع مرور الوقت وبحلول عام 2000، ترشَّحت هيلاري لشغل مقعد في مجلس الشيوخ عن ولاية نيويورك، واُستبدل ستار كمستشار مستقل بالمُدَّعي روبرت راي الذي عمِلَ في إحدى المرات لصالح رودي جولياني الذي كان حينها منافس كلينتون على مقعد مجلس الشيوخ. وبصرف النظر عن ذلك، تعهد راي بأنَّ تحقيقه «لن يكون له تأثير غير مرغوب فيه على العملية السياسيَّة». كان راي مصممًا على إغلاق القضية قبل انتهاء ولاية بيل كلينتون.
في 23 يونيو عام 2000، انتهى عدم الحسم حين قدَّم راي تقرير المستشار المستقل النهائي حول قضية مكتب شؤون السفر مختومًا وموجَّها إلى اللجنة القضائية المسؤولة عن التحقيق، وأعلن علنًا أنَّه لن يسعى إلى توجيه اتهامات جنائيَّة بحق هيلاري كلينتون. خلصَ راي إلى تأثير هيلاري في نهاية المطاف على قرار إقالة الموظفين على عكس تصريحاتها المنُكِرة وقوع ذلك. ومع ذلك، اعتبر تقرير راي الدليل غير كافٍ لـ«إثبات لهيئة محلفين بما لا يدعو مجالًا للشك أنَّ أيًا من تصريحات السيدة كلينتون وشهادتها فيما يتعلق بضلوعها في إقالات مكتب شؤون السفر كانت كاذبة عن سابق معرفة»، وعليه اُمتنِعَ عن متابعة ملاحقتها جنائيًا. انتقد السكرتير الصحفي للبيت الأبيض جو لوكهارت تصريح راي قائلًا: «زاد مكتب المستشار المستقل من تسييس تحقيقٍ استمر لوقت طويل للغاية من خلال التوصيف غير المناسب لنتائجِ تقرير مختوم بحكم القانون من خلال التلميح.»
أُزِيلَ الختم القانوني عن تقرير راي البالغ عدد صفحاته 243 صفحة، وغدا متاحًا للعامة بتاريخ 18 أكتوبر عام 2000، وذلك قبل ثلاثة أسابيع من إجراء انتخابات أعضاء مجلس الشيوخ. أكَّد التقرير حقيقة عدم توجيه التهم بحق هيلاري كلينتون أو ديفيد واتكينز. تضمن التقرير بعض التفاصيل الجديدة من ضمنها إدّعاء لا أساس له إلى حد ما من صديق لواتكينز يقول فيه أنَّ السيدة الأولى طلبت من واتكينز «طرد أبناء العاهرات». استشهد راي بثمانية محادثات جرت بين السيدة الأولى وعاملين ذو مناصب رفيعة المستوى وخلص إلى أنًّ «مداخلة السيدة كلينتون في العملية كانت كبيرة، إن لم تكن العامل الأكبر في التأثير على مجريات الأحداث في مسألة إقالات مكتب شؤون السفر، والقرار النهائي لفصل الموظفين.» علاوةً على ذلك، خلص راي إلى حقيقة إدلاء هيلاري بشهادة «منافية للحقائق» عند استجوابها من قِبل مكتب المحاسبة العام والمستشار المستقل والكونغرس حول إقالات مكتب شؤون السفر، ولكن كرر التقرير ذكره «عدم توفر دليل كافٍ لإثبات بما لا يترك مجالًا للشك» أنَّها كانت على دراية بمنافاة تصريحاتها للوقائع أو إدراكها بأنَّهم قد يكونوا قد أفضوا إلى قرارات الإقالة.
تباينت وتعددت ردود الفعل الفوريَّة على التقرير. قال ديفيد إي. كيندال محامي هيلاري أن كلمات راي كانت «غير عادلة ومُضلِّلة للغاية»، مضيفًا أنَّ ما خلص إليه راي كان غير متسقًا، وأخفى الدليل المتعلق ببراءتها ضمن الوثيقة، واعتبر التقرير تأكيدًا لمخاوفها حيال كون المخالفات الماليَّة في مكتب شؤون السفر لها ما يسوّغها. ومن جانبٍ آخر، اعتبر رئيس اللجنة الجمهوريَّة لولاية نيويورك بيل باورز التقرير دافعًا «يجعلنا نشكك مرة » بمدى مصداقية كلينتون. كما صرَّح خصمها الجمهوري في انتخابات مجلس الشيوخ ريك لازيو قائلًا «نحن نؤمن أنَّ الشخصية تُحتسب في مجال الخدمة العامة». حدَّث كاتب العمود في النيويورك تايمز سافير وصفه لهيلاري كلينتون بـ«المراوغة المعتادة»، قائلًا: «إن الدليل على أنها كانت تكذب طوال الوقت دامغ»، وقارن جانبها المظلم بما كان عليه ريتشارد نيكسون، الذي عمِلَ في البيت الأبيض خلال فترة رئاسته من قبل.
ومع ذلك، وبعد مضي ما يناهز السبع سنين ونصف فقد أنتهى جدال مكتب شؤون سفر البيت الأبيض.

## وصلات خارجية
- البيت الأبيض - سير عمليات مكتب شؤون السفر – تقرير مكتب المحاسبة العام بتاريخ 2 مايو 1994 (بالإنجليزية)
- تقرير مجلس النواب 104-849 – التحقيق في إقالات مكتب شؤون سفر البيت الأبيض والشؤون المرتبطة (26 سبتمبر 1996) (بالإنجليزية)
- راي، روبرت (22 يونيو 2000). "التقرير النهائي للمستشار المستقل في الأمور المنوطة بمكتب شؤون سفر البيت الأبيض". المستشار الخاص التابع لوزارة العدل. مؤرشف من الأصل في 2009-11-03. اطلع عليه بتاريخ 2007-03-28. (بالإنجليزية)